# Нарышкин, Василий Сергеевич
Василий Сергеевич Нарышкин (21 декабря 1737 (1 января 1738) — 3 (15) ноября 1800) — генерал-майор из рода Нарышкиных, устроитель усадьбы Игнатовское-Знаменское.

## Биография
Сын генерал-майора Сергея Михайловича Нарышкина (1706—1765) и его первой жены, Александры Владимировны, урождённой Нарбековой (1713—1752). Вторым браком был женат на дочери генерал-аншефа М. И. Леонтьева.
Василий Нарышкин начал службу в лейб-гвардии Измайловском полку. Принимал участие в возведении на престол Екатерины ІІ.
Прослужив до чина генерал-майора, вышел в отставку и поселился в своем имении, селе Знаменском, Тарусского уезда Калужской губернии. Деятельно занимался его благоустройством.
В Москве по заказу Нарышкина был выстроен большой особняк в Малом Казенном переулке, 5 (впоследствии Полицейская больница). Похоронен на кладбище Новоспасского монастыря.

## Семья
Генерал Нарышкин был женат на графине Анне Ивановне Воронцовой (12 (23) октября 1750 — 5 (17) мая 1805), старшей дочери графа И. И. Воронцова, внучке кабинет-министра Волынского. По словам современника, Нарышкина была бойкой и важной барыней, она во всем руководила своим смиренным супругом и её очень сокрушали его неаристократические, непритязательные привычки. В браке имели четверых детей:
- Иван (1779—1818), статский советник, дед А. А. Нарышкина
  - Екатерина Ивановна, наследница усадьбы Игнатовское, жена мемуариста М. Д. Бутурлина.
- Прасковья (1783—1812), девица.
- Мария (1791—1863), в первом браке за генерал-майором графом К. А. Бальменом, во втором — за А. Д. Олсуфьевым.
- Дмитрий (1792—1831), таврический губернатор, был женат на Наталии (1797—1866), дочери графа Ф. В. Ростопчина; у них сыновья:
  - Фёдор (1821—1870), женат на княжне Татьяне Николаевне Долгоруковой.
  - Анатолий (1829—1883), камергер, женат на княжне Елизавете Алексеевне Куракиной (1838—1928), статс-даме и обер-гофмейстерине императрицы Александры Фёдоровны, кавалерственной даме; у них сын Кирилл

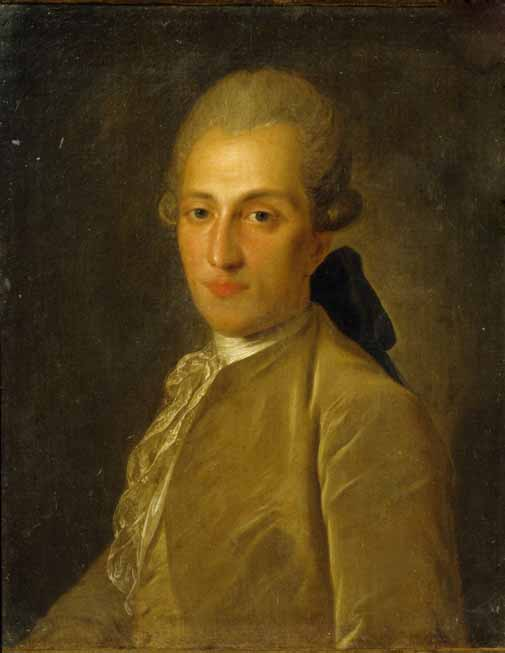
Портрет В. С. Нарышкина работы Ф. С. Рокотова, 1770-е гг.
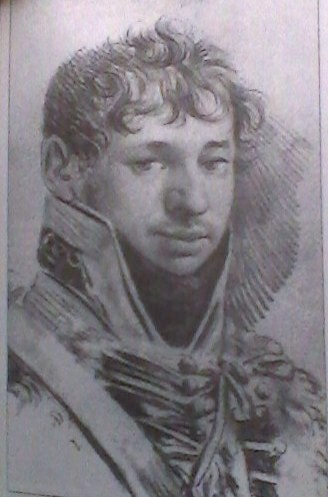
Портрет И. В. Нарышкина работы неизвестного художника, 1810-е гг.
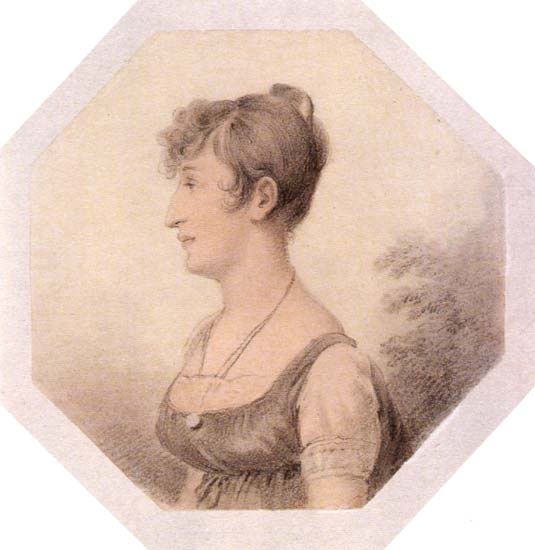
Портрет П. В. Нарышкиной работы неизвестного художника, XVIII в.
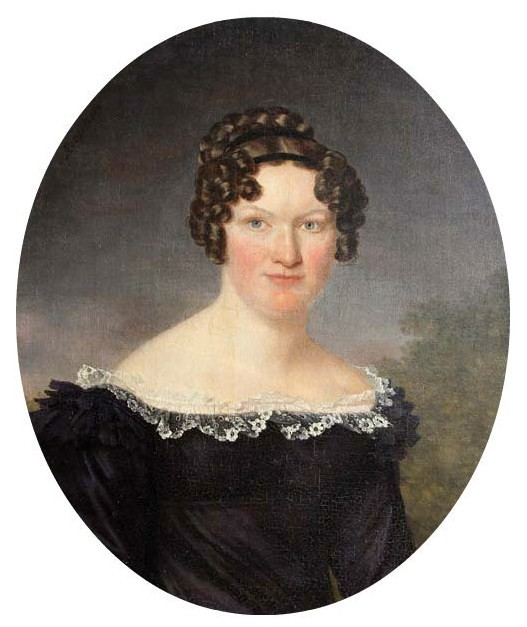
Портрет М. В. Нарышкиной работы А. Ф. Ризенера, 1820-1821 гг.
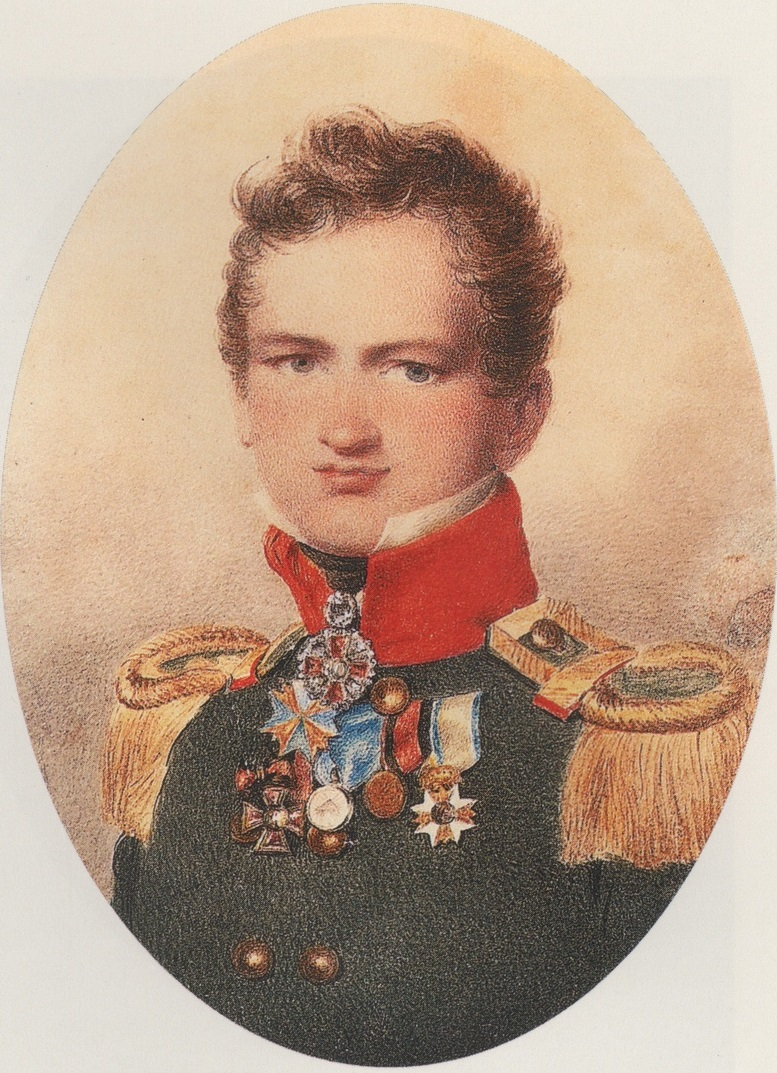
Портрет Д. В. Нарышкина работы А. Ф. Лагрене, 1817 г.

## Источник
- Нарышкин, Василий Сергеевич // Русский биографический словарь : в 25 томах. — СПб.—М., 1896—1918.